# 마리아노 아라테
마리아노 아라테 에스나올라(스페인어: Mariano Arrate Esnaola; 1892년 8월 12일, 바스크 주 산 세바스티안 ~ 1963년 12월 24일, 바스크 주 산 세바스티안)는 스페인의 축구 선수로, 1920 올림픽에 참가했다.

## 클럽 경력
그는 루차나(1908-1909), 산 세바스티안(1909-1911, 오늘날의 레알 소시에다드 B), 레알 소시에다드(1911-1924)에서 활약했다.

## 국가대표팀 경력
그는 1920 올림픽에서 은메달을 획득한 스페인 국가대표팀의 원년 선수단 일원이다.

## 생애
산 세바스티안은 그의 출생지이자 영면에 든 곳이다.

## 참고
1. ↑  일부 출처에서는 그의 출생일이 1896년 10월 5일이었다고 기록되어 있다.